# 布季謝 (科澤列齊區)
51°2′40″N 31°16′2″E / 51.04444°N 31.26722°E
布季謝（烏克蘭語：Будище），是烏克蘭北部的村莊，隸屬切爾尼希夫州的切爾尼希夫區。該村面積1.43平方公里，海拔高度113米，2014年人口103，人口密度每平方公里72.08人。